# Răzvan Exarhu
Răzvan Exarhu (n. 29 iulie 1969) este un producător și prezentator radio și TV, jurnalist, bucătar și autorul cărții „Fericirea e un ac de siguranță”. Devenit celebru cu emisiunile Rondul de dimineață și Rondul de noapte prezentate la Pro FM, Răzvan Exarhu realizează în prezent emisiunea Morning Glory la Rock FM și a fost totodată membru în juriul emisiunii MasterChef de la Pro TV.

## Începuturi
Răzvan Exarhu s-a născut la 29 iulie 1969, în Brăila, într-o familie de artiști, tatăl său fiind actor-păpușar la Teatrul de păpuși din Brăila, și totodată cântăreț la pianină. Fire rebelă, Răzvan Exarhu are o nemulțumire constantă față de sistemul inflexibil din școală și din liceul Gh. M. Murgoci pe care l-a urmat în orașul natal.

Într-un interviu acordat în 2017 ziarului Adevărul, el remarca:
„Aveam nota scăzută la purtare mereu, dar nu pentru că eram golan. Aveam o atitudine sfidătoare, fără a fi însă mitocan. Mă dădeau afară de la ore pentru că, se pare, mă uitam într-un anumit fel la profesori. Nu făceam nimic special, așa era privirea mea. Bine, eram scoși din minți că trebuie să purtăm uniforme și nimic altceva pe cap în afară de șapcă sau căciulă rusească. Eu, în fiecare dimineață, din motive de luptă anticomunistă, intram pe poarta liceului cu fes și apoi eram dus la cancelarie de patrula de profesori și admonestat. Ca să nu mai zic vechea poveste că ne puneau să ne tundem scurt. Țin minte că atunci când ne creștea părul un pic mai mult, ca să nu se vadă, ne duceam în cofetărie și ne dădeam în cap cu apa de la flori și cu zahăr ca să se lipească.”
În ciuda sfaturilor tatălui său de a se face preot, după două tentative nereușite de a intra la Filologie la Secția de limbi rare (japoneză și arabă), Răzvan Exarhu se mută în București și urmează cursurile Facultății de Limbi și Literaturi Străine, secția: franceză - engleză din cadrul Universității București. În anul II de facultate, prin intermediul unei colege care lucra deja pentru PRO FM, ajunge să dea un interviu și să se angajeze pentru prima dată în radio, ca prezentator de știri. 

## Realizator și prezentator radio
Începuturile în radio nu au fost tocmai ușoare debutând cu mai multe gafe dintre care cea mai cunoscută fiind prezentarea premonitorie a lui Adrian Năstase ca „prim ministru” pe vremea când acesta era încă doar ministru de externe. Totuși, spiritul său glumeț și tânăr, vocea inconfundabilă și cultura sa bogată l-au ajutat nu numai să rămână în radio ca prezentator de știri ci chiar să realizeze o nouă emisiune, unde înregistrează primul succes de popularitate la nivel național: Rondul de dimineață. A rămas la Pro FM timp de 8 ani, perioadă în care a trecut de la Rondul de dimineață la Rondul de noapte continuând creșterea popularității în special în rândul tinerilor. Încetează colaborarea cu Pro FM atunci când a simțit că acest post a devenit prea comercial.
După o pauză de 4 ani în care nu a mai prezentat nicio emisiune de radio, timp în care a cochetat cu presa scrisă, publicând numeroase articole în Top Gear, Academia Cațavencu sau Dilema, Răzvan Exarhu se întoarce în radio ca director de programe la Radio Guerilla, în 2004. Colaborarea este una scurtă și, în 2005, părăsește din nou radioul, revenind însă în 2007, când, în colaborare cu Adrian Despot, lansează propriul post de radio online: Clandestino FM. Postul nu a atins însă succesul dorit. Urmează o perioadă pe care chiar el  o descrie în cartea sa Fericirea e un ac de siguranță ca nefiind una dintre cele mai fericite din viață. Cu toate acestea, la începutul lui octombrie 2017, revine în forță în radio cu emisiunea Morning Glory la postul Rock FM, emisiune pe care o realizează și în prezent și care se bucură de o constantă creștere de popularitate atât în rândul foștilor fani ai Rondurilor cât și în rândul tinerilor.

## Realizator și prezentator TV
Odată cu intrarea în grupul de presă Media Pro, Răzvan Exarhu debuta în 1993 și pe micul ecran ca producător de emisiuni speciale cu Octavian Paler, Noaptea devoratorilor de publicitate sau Michel Petrucciani la Ateneul Român. După o pauză de 10 ani, între 2010 și 2011 revine cu o combinație între pasiunea pentru bucătărie și călătorie culinară și pasiunea pentru jurnalism, fiind producătorul emisiunii România delicioasă pe TVR 2. În același timp, este un invitat constant la emisiunea Apropo TV a lui Andi Moisescu, apărând de asemenea în mai multe emisiuni și articole despre jurnalism, monden sau bucătărie.

## Bucătar
În anul 2007, Răzvan Exarhu debuta în viața gastronomică publică cu primele rețete publicate pe blogul său. Între 2009 și 2012, el lucrează ca sous-chef la Escargot Bistro, iar după ce obține Certificatul de Bucătar de la Horeca School București, devine chef-ul bistroului timp de doi ani. Tot în această perioadă începuse și prima emisiune TV pe teme culinare: România delicioasă. Consacrarea publică în domeniul gastronomic a venit însă în 2016, atunci când Răzvan Exarhu a fost numit alături de Samuel Le Torriellec și Liviu Popescu în juriul popularei emisiuni TV MasterChef la Pro TV.

## Om de publicitate și scriitor
Spiritul creativ al lui Răzvan Exarhu s-a manifestat în cariera sa din publicitate începută în anul 2000 atunci când a devenit Partner și Creative Director la Ex aequo, PR & Communication și a și organizat (împreună cu Lia și Dan Perjovschi) expoziția „Kitch, ce-i mai frumos?”, una dintre cele mai de succes expoziții de artă din România post 1989. Tot el, în postura de om de publicitate, a fost și creatorul brandului Radio Guerilla pe care l-a dezvoltat în anul 2004.
În 2017, Răzvan Exarhu publică volumul său de debut literar, „Fericirea e un ac de siguranță”, o carte care s-a bucurat de numeroase recenzii pozitive. Sever Gulea, comentează despre cartea lui Răzvan Exarhu: „Textele lui Răzvan Exarhu îți dau impresia că autorul este, pe rând și în același timp, un bun observator, ascultător și scriitor reușind să filtreze fragmente de realitate cotidiană mai amară sau mai dulce, să le reconstruiască, să le analizeze sau să le concentreze în paradoxuri și ironii, în registre și pe întinderi cât se poate de variate. Subiectele despre care discută, fie inspirate de experiențe personale, fie desprinse din mitologia urbană, (pseudo)tradițională românească, fie de contactul cu tehnologia, cu obiceiurile de vacanță, de sărbătorile autohtone sau nu, de ticuri verbale contagioase, devin de cele mai multe ori, sub lupa autorului, prilejuri de cârcoteală inteligentă din care se nasc uneori pamflete, alteori se deschid chiar orizonturi de filosofare și sondare psihologică cu implicații ceva mai grave sau mai senine.  Peisajul pieței incorecte politic de la Obor, cu toată grosolănia care atinge aproape forma perfecțiunii devine un prilej pentru o lecție totală de zen, mister și grație, când perspectiva autorului se focalizează pe o țigancă vânzătoare de… ace de siguranță.”
Cartea a fost premiată cu premiul Silver Award for Excellence la categoria „Cultură, Artă” în cadrul decernărilor Romanian PR Award 2017.

## Viața personală
Viața personală a lui Răzvan Exarhu este una discretă. În noiembrie 1999, Răzvan Exarhu s-a căsătorit cu Excelsa Magdalena. După un an petrecut departe de oraș, aceștia au revenit în București, iar din 2007 au început să se confrunte cu probleme de natură financiară. În cele din urmă, cei doi au divorțat în anul 2015, la Judecătoria Sectorului 5, soția sa păstrând dreptul de a purta numele Exarhu. Pe finalul perioadei petrecute la PRO FM, Răzvan Exarhu s-a confruntat cu depresia, față de care a găsit refugiu în munca în bucătărie, profitând de repetitivitatea, creativitatea și interacțiunea umană specifică acestui tip de ocupație.